# Râul Peștiș, Cerna
Râul Pestiș este un curs de apă, afluent al râului Cerna. 